# حساب ريتشي
في الرياضيات، يشكل حساب ريتشي قواعد تدوين الفهرس والتلاعب في مجالات الموتر والموتر. وهو أيضًا الاسم الحديث لما كان يُطلق عليه حساب التفاضل والتكامل المطلق (أساس حساب الموتر)، الذي طوره غريغوريو ريتشي في 1887-1896، وتم تعميمه لاحقًا في ورقة مكتوبة مع تلميذه توليو ليفي تشيفيتا في 1900. طور جان أرنولدوس شوتن الرموز الحديثة والشكلية لهذا الإطار الرياضي، وقدم مساهمات في النظرية، خلال تطبيقاته للنسبية العامة والهندسة التفاضلية في أوائل القرن العشرين.